# Картуш (єгиптологія)
Серед давньоєгипетських ієрогліфів, карту́ш (фр. cartouche, досл. «набій», «патрон») — це довгастий контур із горизонтальною лінією знизу, який вказує на те, що написаний в ньому текст є царськім іменем. Картуш входить в ужиток на початку Четвертої династії за фараона Снофру. Давньоєгипетською картуш називався шену і, по суті, є збільшеним кільцем шен. У демотичній писемності картуш виродився в пару дужок та вертикальну лінію.
З п'яти титульних імен фараонів у картуш обрамлялися тронне ім'я (преномен) і власне ім'я (номен), що давалося при народженні.
Іноді в формі картушів виробляли амулети, що зображували імена фараонів, і клали їх до гробниць. Ці артефакти дуже важливі для археологів, аби визначати час поховань та їх приналежність. У деякі періоди історії Єгипту на таких амулетах імена не зображалися зовсім, через побоювання того, що людина, яка поцупила картуш з іменем, може здобути владу над власником імені.
Термін картуш вперше застосували французькі солдати. Вони часто бачили цей символ на фараонівських руїнах і він їм нагадав паперову порохову гільзу для дульнозарядної зброї (фр. cartouche.
Як ієрогліф він позначав єгипетське слово "ім'я". У списку знаків Гардінера від іде під номером V10.
| V11 |

| V10 |

| D21 · N35 |

## Галерея

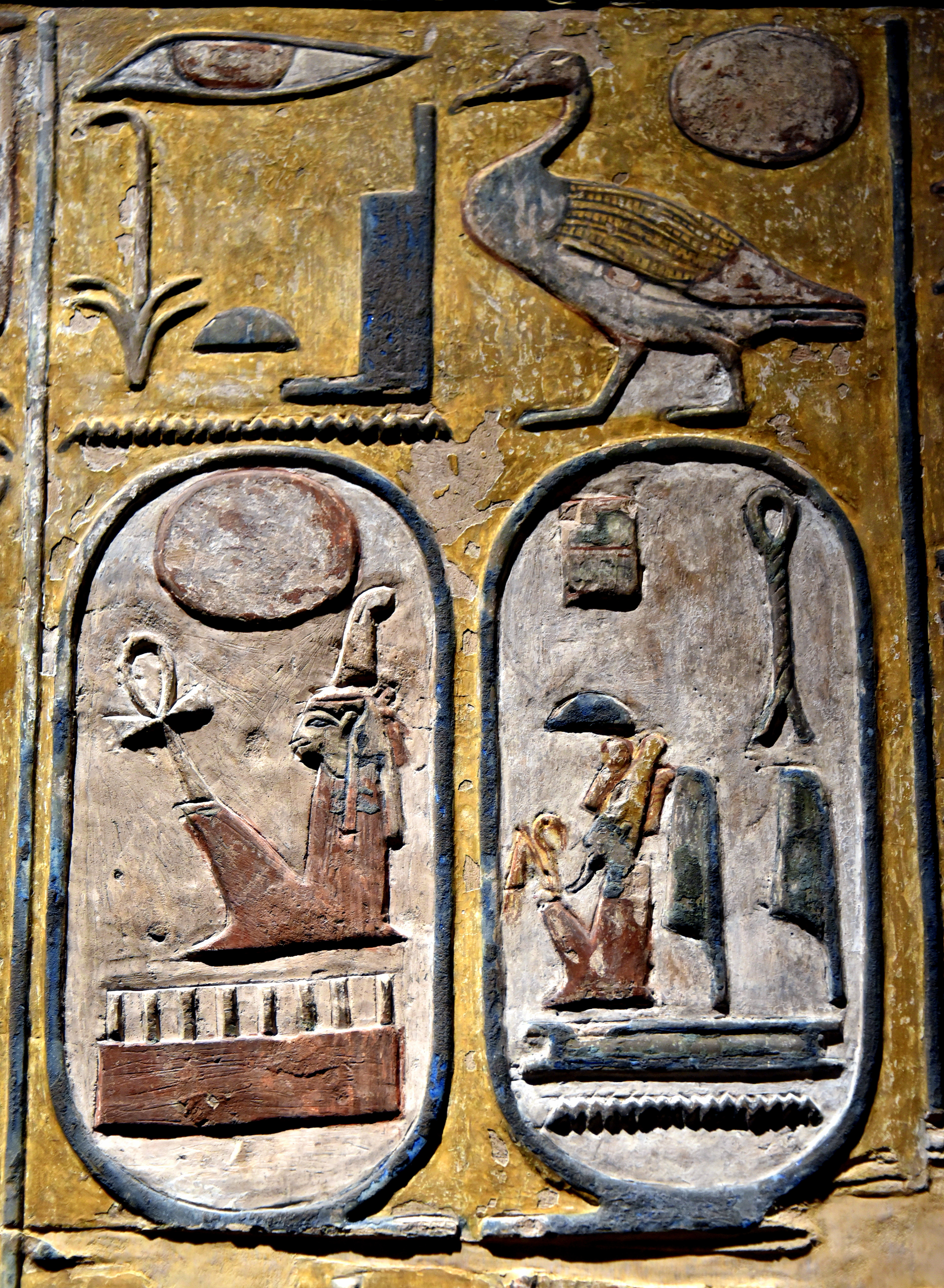
Birth and throne cartouches of Pharaoh Seti I, from KV17 at the Valley of the Kings, Egypt. Neues Museum, Berlin
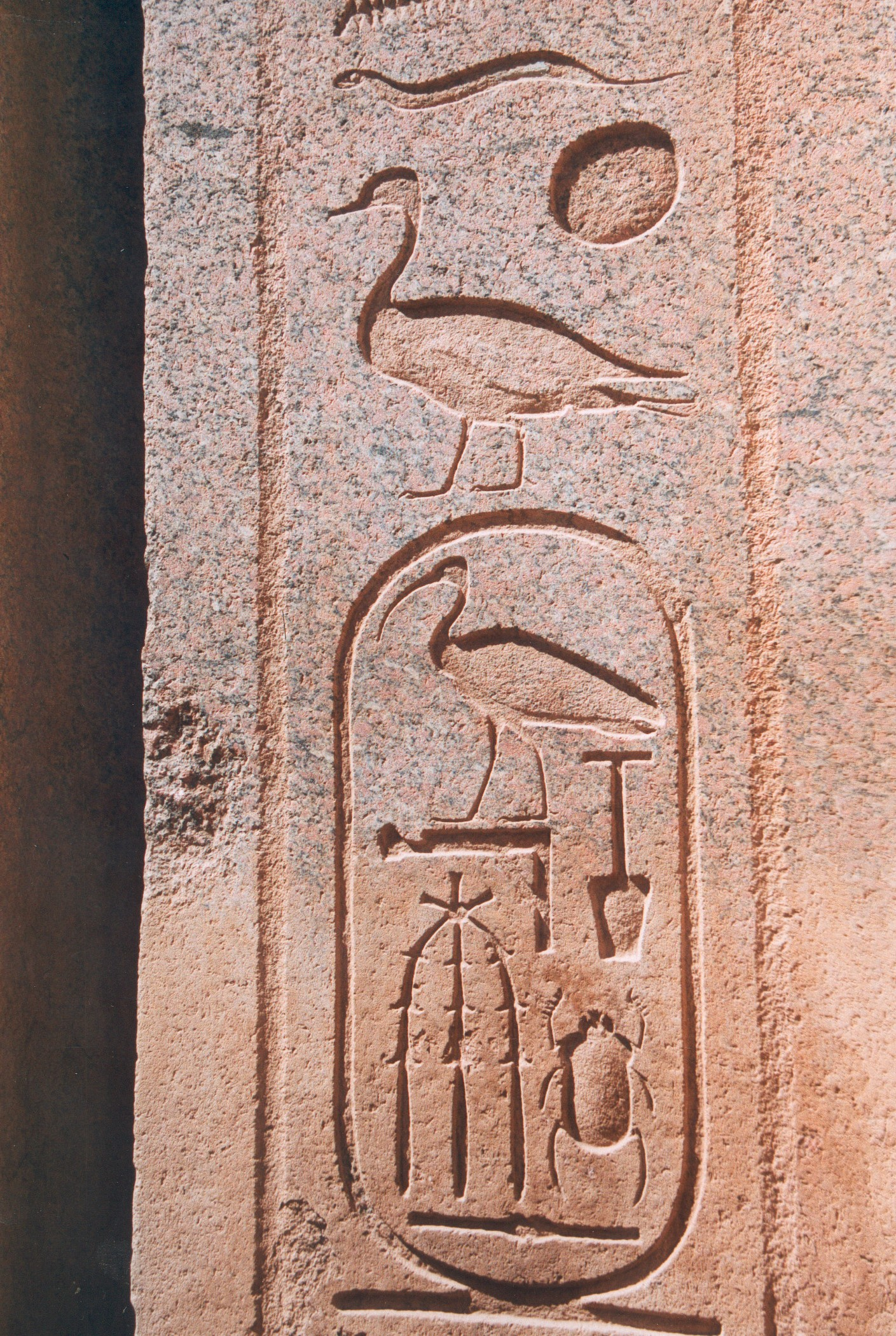
давньоєгипетський картуш Тутмоса III, Карнак (Єгипет)
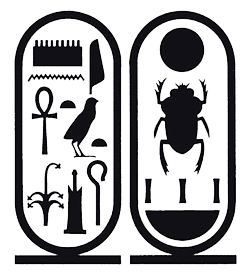
Картуш великого фараона Тутанхамона (Небхеперура)
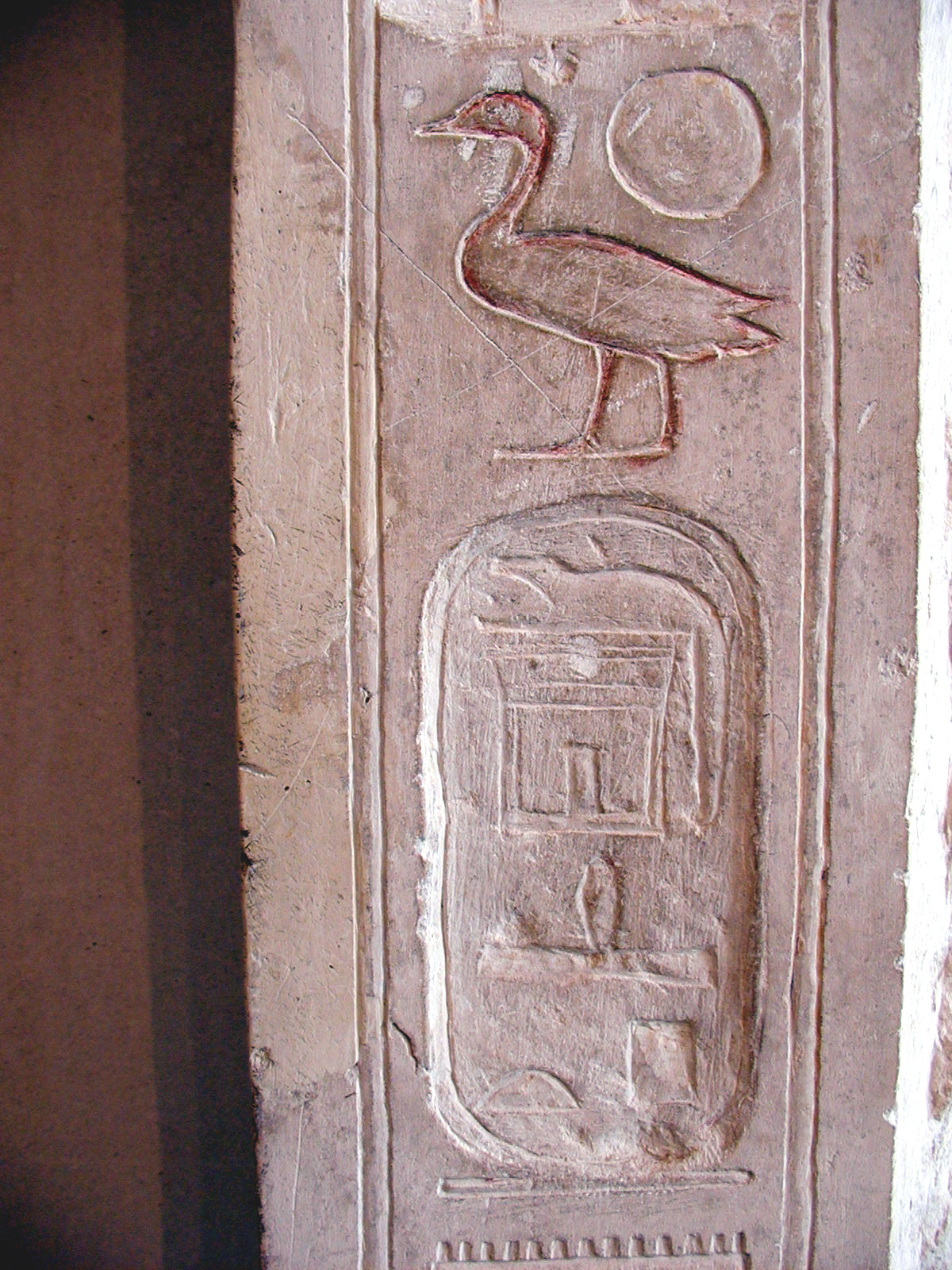
Приклад узурпованого картуша. Картуш Себекхотепа III
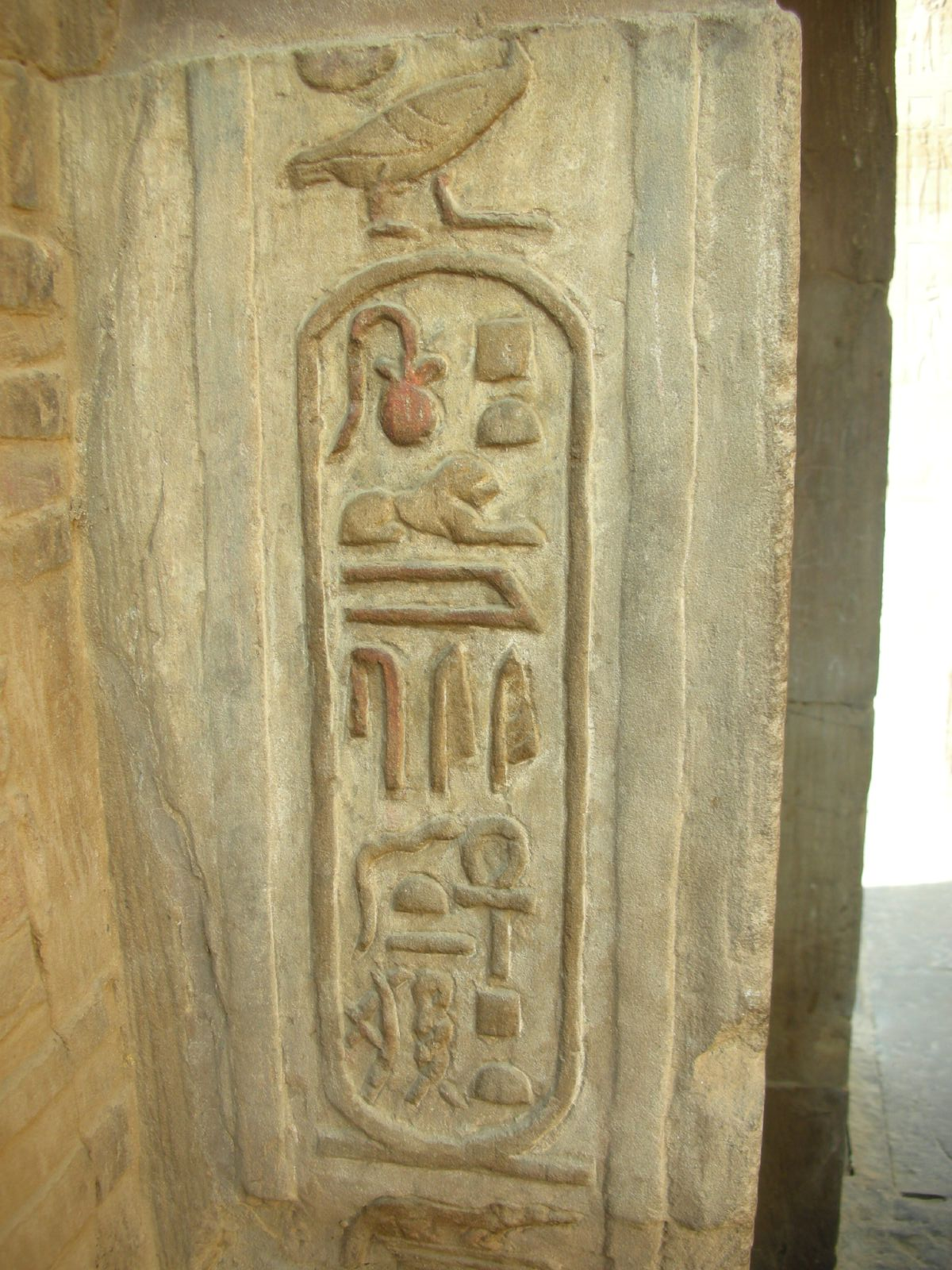
Картуш епохи Птолемеїв
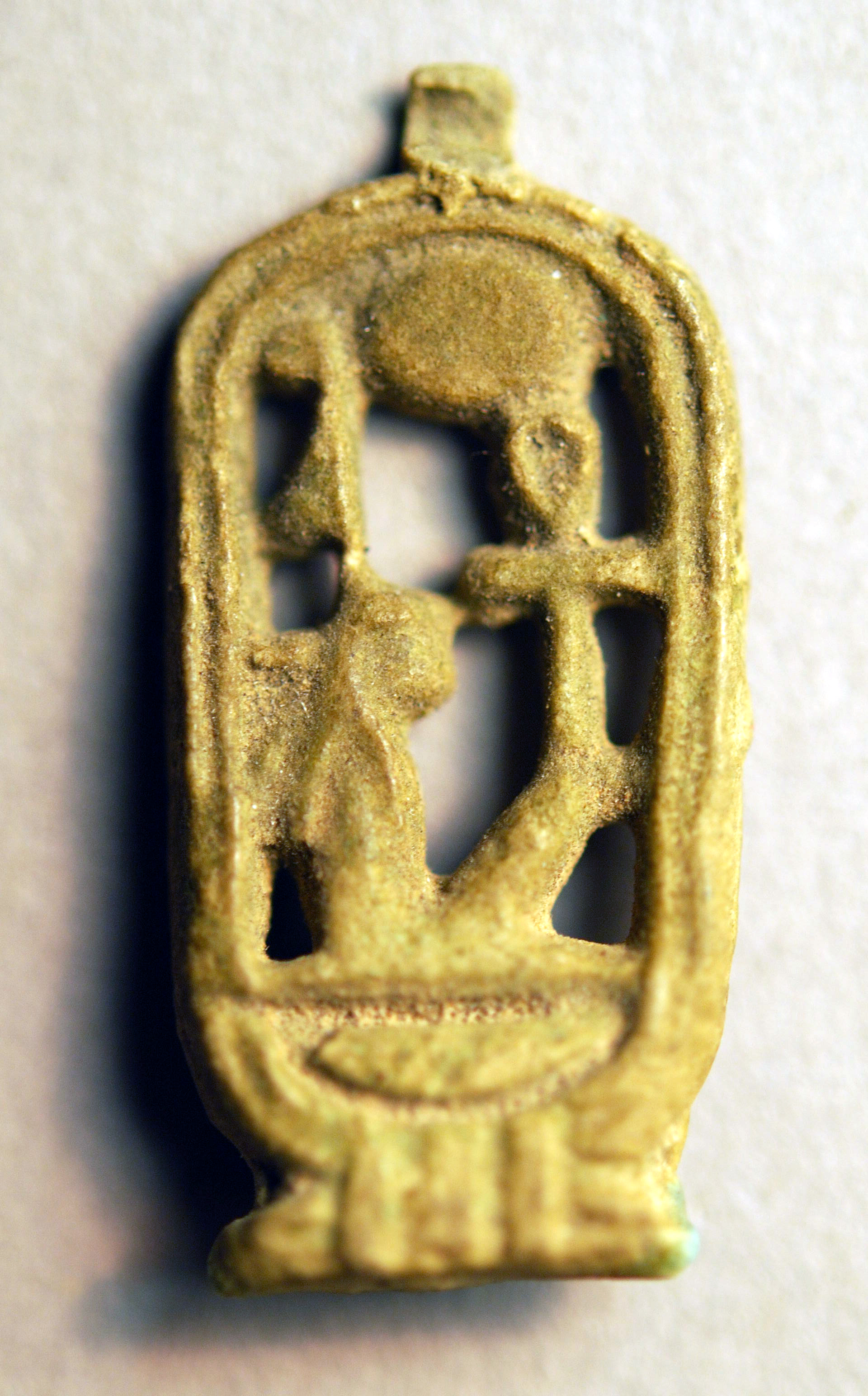
Картуш-амулет Аменхотепа III (XIV ст. до н.е.). Музей мистецтва Метрополітен
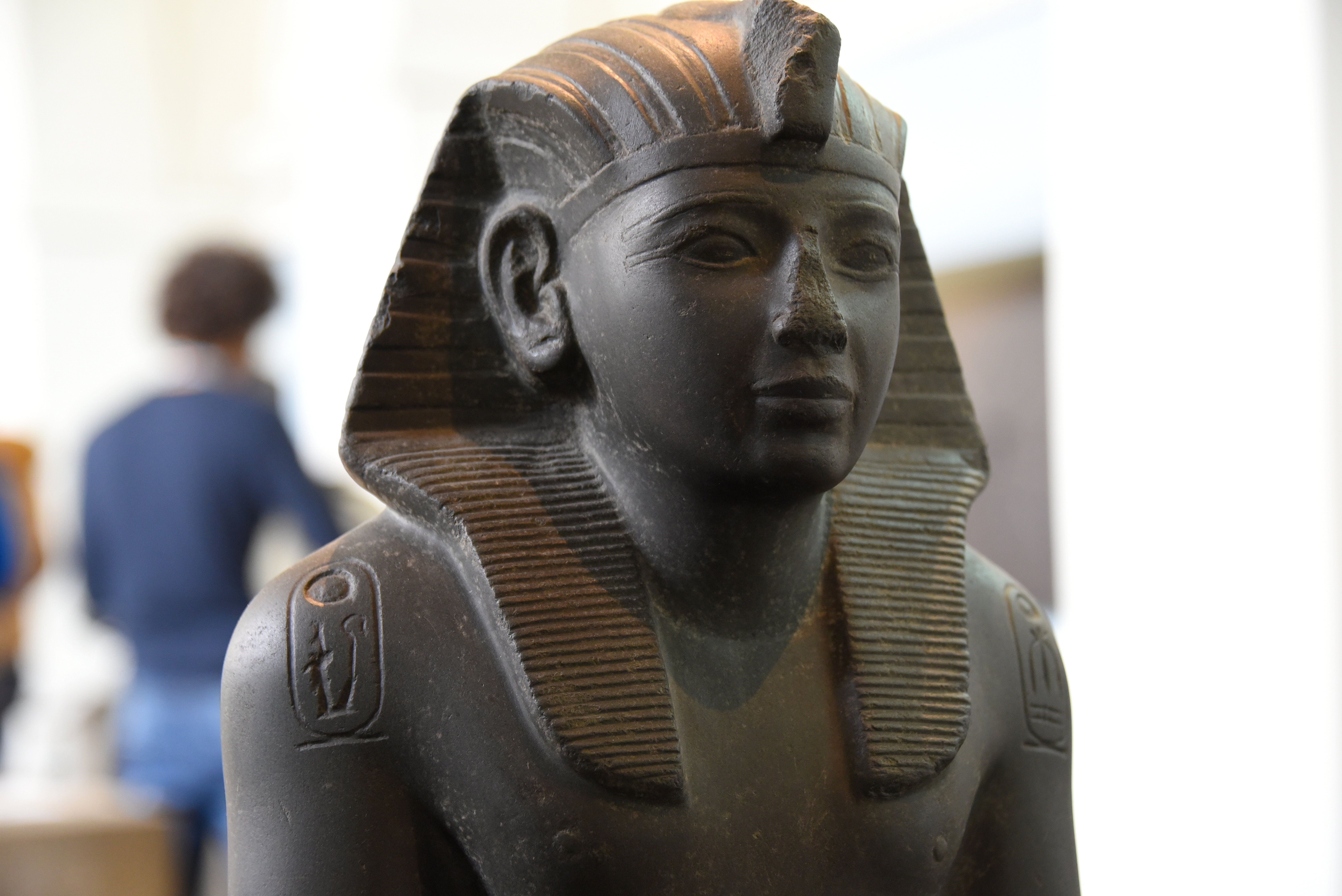
Картуш на статуї Рамсеса IV. Британський музей